# Менеджер завантажень
Менеджер завантажень — це комп'ютерна програма, призначена для завантаження файлів із мережі Інтернет.

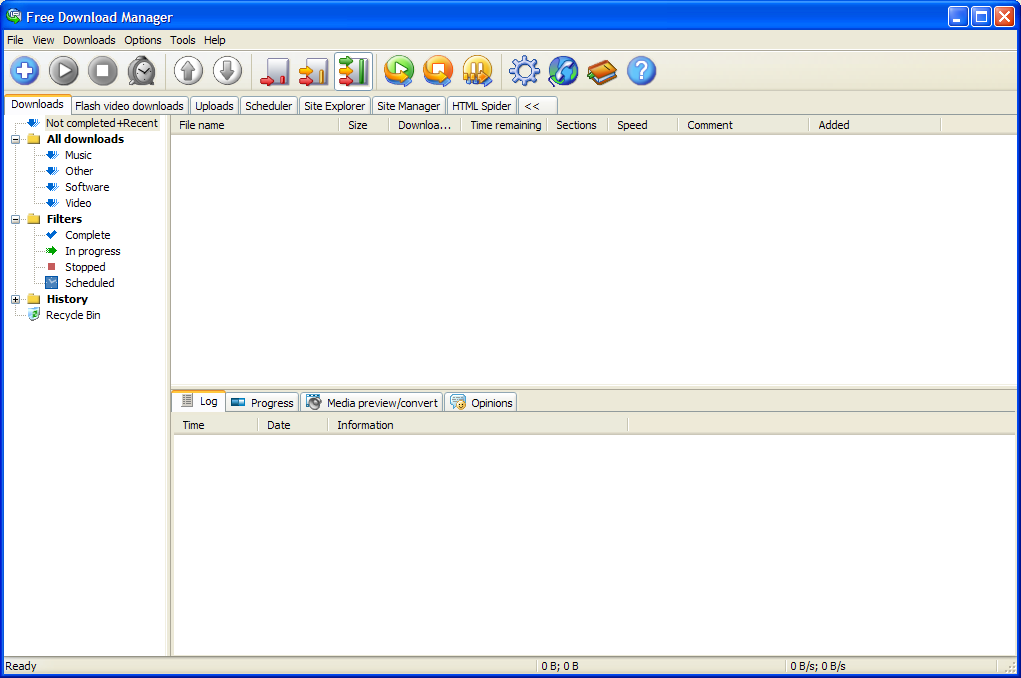
Free Download Manager

## Функції
Основними функціями таких програм є:
- Організація процесу завантаження файлів
- Призупинення та відновлення завантаження файлів
- Завантаження файлів у декілька потоків
- Обмеження швидкості завантаження
- Завантаження файлів за розкладом
- Перевірка завантажених файлів антивірусними програмами

## Популярні програми

### Для операційної системиMicrosoft Windows
- ClipGrab  [Архівовано 8 березня 2022 у Wayback Machine.]
- Download Master/Internet Download Accelerator  [Архівовано 30 травня 2013 у Wayback Machine.]  [Архівовано 6 лютого 2007 у Wayback Machine.]
- Internet Download Manager  [Архівовано 29 травня 2013 у Wayback Machine.]
- GetRight  [Архівовано 2 грудня 2006 у Wayback Machine.]
- Free Download Manager  [Архівовано 13 грудня 2007 у Wayback Machine.]  [Архівовано 28 травня 2013 у Wayback Machine.]
- ReGet  [Архівовано 21 травня 2013 у Wayback Machine.]
- Mass Downloader  [Архівовано 20 липня 2007 у WebCite]
- FlashGet  [Архівовано 20 червня 2013 у Wayback Machine.]
- Net Transport  [Архівовано 15 липня 2018 у Wayback Machine.]
- Orbit Downloader
- Fresh Download  [Архівовано 29 травня 2013 у Wayback Machine.]
- HiDownload  [Архівовано 5 червня 2013 у Wayback Machine.]
- Download Accelerator Plus  [Архівовано 6 серпня 2008 у Wayback Machine.]
- DownloadStudio  [Архівовано 18 травня 2013 у Wayback Machine.]
- GetGo Download Manager  [Архівовано 27 травня 2013 у Wayback Machine.]
- wxDownload Fast  [Архівовано 17 вересня 2020 у Wayback Machine.]  [Архівовано 22 травня 2013 у Wayback Machine.]
- Uget/Urlgfe  [Архівовано 30 травня 2013 у Wayback Machine.]  [Архівовано 20 травня 2013 у Wayback Machine.]
- iGetter  [Архівовано 14 вересня 2015 у Wayback Machine.]
- InstantGet  [Архівовано 30 травня 2013 у Wayback Machine.]
- Retriever Download Manager
- Xtreme Download Manager  [Архівовано 30 травня 2013 у Wayback Machine.]  [Архівовано 30 травня 2013 у Wayback Machine.]
- TrueDownloader  [Архівовано 1 червня 2013 у Wayback Machine.]
- Kapere  [Архівовано 9 травня 2013 у Wayback Machine.]
- LeechGet  [Архівовано 3 червня 2013 у Wayback Machine.]
- WellGet  [Архівовано 17 березня 2013 у Wayback Machine.]
- WinGet  [Архівовано 22 жовтня 2012 у Wayback Machine.]
- GigaGet  [Архівовано 6 січня 2014 у Wayback Machine.]
- NetAnts
- Web Looper  [Архівовано 22 серпня 2011 у Wayback Machine.]
- GetSmart  [Архівовано 22 травня 2011 у Wayback Machine.]
- DLExpert
- Download Mage
- Wget  [Архівовано 30 травня 2013 у Wayback Machine.]
- cURL  [Архівовано 22 лютого 2011 у Wayback Machine.]

Графічні оболонки до програми Wget
- VisualWget  [Архівовано 12 травня 2015 у Wayback Machine.]
- WinWGet  [Архівовано 30 травня 2013 у Wayback Machine.]
- WackGet  [Архівовано 2 квітня 2012 у Wayback Machine.]

### ДляUnix/Linux
- Wget  [Архівовано 30 травня 2013 у Wayback Machine.]
  - KGet  [Архівовано 12 травня 2013 у Wayback Machine.]
  - Gwget  [Архівовано 16 липня 2011 у Wayback Machine.]
- cURL  [Архівовано 22 лютого 2011 у Wayback Machine.]
- Aria download manager RPM Project  [Архівовано 26 січня 2013 у Wayback Machine.]  [Архівовано 26 лютого 2013 у Wayback Machine.]
- Aria2  [Архівовано 9 лютого 2007 у Wayback Machine.]  [Архівовано 22 травня 2013 у Wayback Machine.]
- Axel Download Accelerator
- FatRat
- wxDownload Fast  [Архівовано 17 вересня 2020 у Wayback Machine.]  [Архівовано 22 травня 2013 у Wayback Machine.]
- Steadyflow  [Архівовано 5 червня 2013 у Wayback Machine.]
- D4X

### ДляMac OS X
- Speed Download  [Архівовано 30 травня 2013 у Wayback Machine.]
- iGetter  [Архівовано 14 вересня 2015 у Wayback Machine.]
- Net Transport  [Архівовано 15 липня 2018 у Wayback Machine.]
- cURL  [Архівовано 22 лютого 2011 у Wayback Machine.]
- Folx  [Архівовано 27 травня 2013 у Wayback Machine.]  [Архівовано 15 травня 2013 у Wayback Machine.]
- Progressive Downloader  [Архівовано 31 травня 2013 у Wayback Machine.]
- Leech  [Архівовано 27 червня 2013 у Wayback Machine.]

### Інші
- DownThemAll! — менеджер завантажень, що працює у браузері  [Архівовано 21 листопада 2020 у Wayback Machine.]
- FlashGot — додаток, що дозволяє інтегрувати більшість відомих менеджерів завантажень у браузер Mozilla Firefox або SeaMonkey  [Архівовано 11 вересня 2020 у Wayback Machine.]